# Buddy Roemer

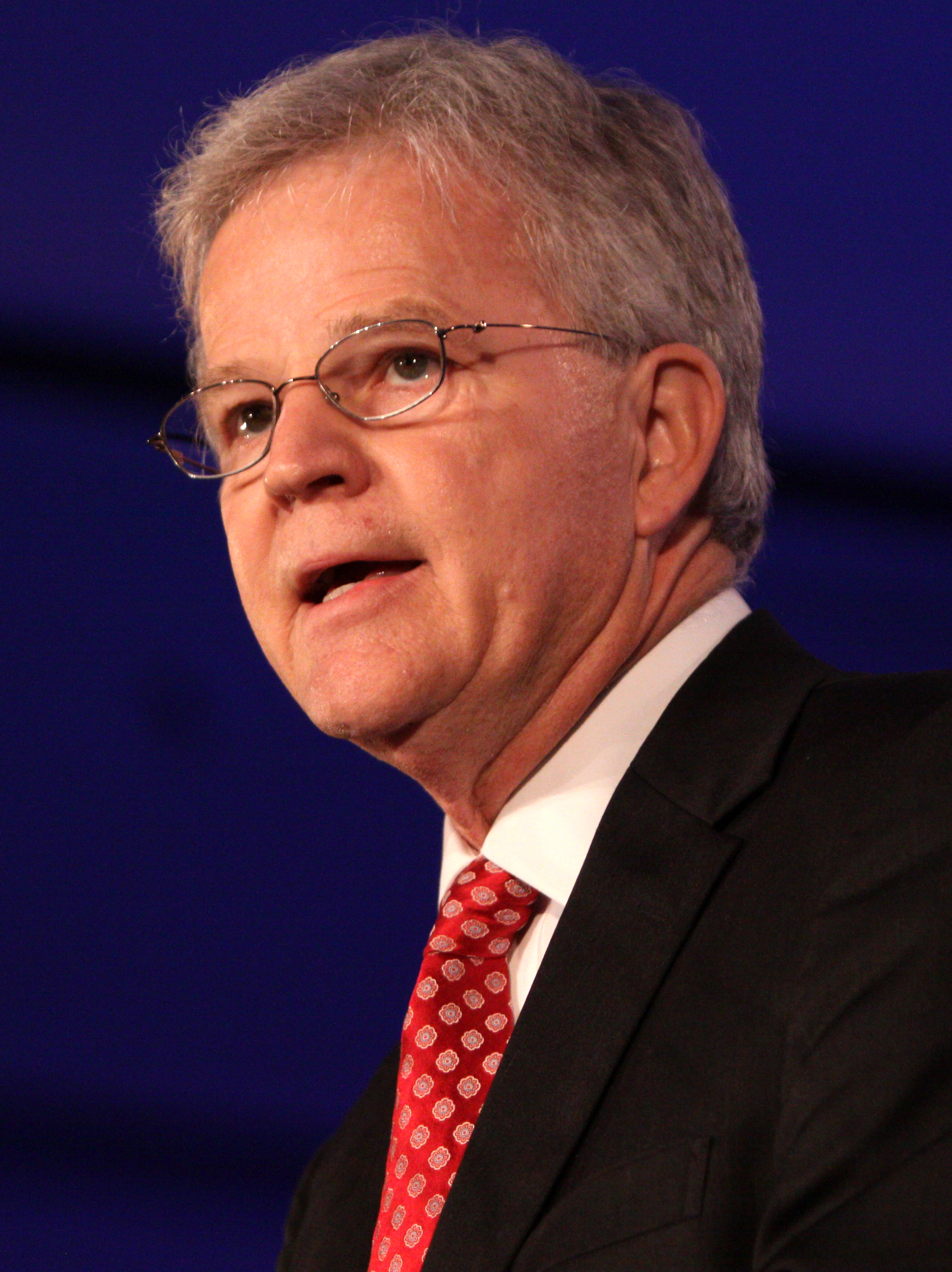
Buddy Roemer (2011)

Charles Elson „Buddy“ Roemer III (* 4. Oktober 1943 in Bossier City, Louisiana; † 17. Mai 2021 in Baton Rouge, Louisiana) war ein US-amerikanischer Politiker. Er war von 1988 bis 1992 Gouverneur des Bundesstaates Louisiana. Außerdem vertrat er seinen Staat zwischen 1981 und 1988 im US-Repräsentantenhaus in Washington.

## Frühe Jahre und politischer Aufstieg
Nach der High School studierte Roemer bis 1964 Politik und Wirtschaftskunde an der Harvard University und danach bis 1967 das Finanzwesen an der Harvard Business School. Danach gründete er in seiner Heimatstadt zwei Banken, eine Computerfirma und eine politische Beratungsagentur. Roemer wurde Mitglied der Demokratischen Partei. Im Jahr 1972 war er Mitglied eines Kongresses zur Überarbeitung der Staatsverfassung von Louisiana. Zwischen dem 3. Januar 1981 und dem 14. März 1988 vertrat er seinen Staat als Abgeordneter im Kongress. Dort fiel er dadurch auf, dass er oft die Politik des republikanischen Präsidenten Ronald Reagan unterstützte.

## Gouverneur von Louisiana
Im Jahr 1987 wurde Roemer als Nachfolger von Edwin Edwards zum neuen Gouverneur seines Staates gewählt. Er trat seine vierjährige Amtszeit am 14. März 1988 an. In seiner Amtszeit wurden die Gehälter der Lehrer erhöht, der Umweltschutz durch neue Gesetze verbessert und die Wahlkampffinanzierung neu geregelt. Seine Vorschläge zur Änderung des Steuersystems blieben aber in der Legislative des Staates stecken. Im Jahr 1991 wechselte Roemer seine Parteizugehörigkeit und wurde Mitglied der Republikaner. Das führte sowohl bei den Demokraten als auch bei den Republikanern zu Irritationen. In seiner neuen Partei konnte er damals nicht richtig Fuß fassen. Als es bei den nächsten Gouverneurswahlen, bei denen er chancenlos blieb, zu einem Zweikampf zwischen seinem Vorgänger Edwards und David Duke, einem ehemaligen Führer des Ku-Klux-Klan, kam, unterstützte Roemer dann Edwards.
Im Jahr 1995 bewarb sich Roemer erfolglos um eine Rückkehr in das Amt des Gouverneurs. Danach widmete er sich seinen privaten Angelegenheiten, wozu vor allem Investmentgeschäfte zählen. Im Präsidentschaftswahlkampf des Jahres 2008 unterstützte er John McCain, den unterlegenen Kandidaten der Republikaner. Er war Vorstandsvorsitzender einer Bank in Baton Rouge. Roemer war zweimal verheiratet und hatte insgesamt drei Kinder.

## Präsidentschaftskandidatur
Am 3. März 2011 verkündete Roemer seine potentielle Kandidatur für die Präsidentschaftswahlen 2012. Er versprach zugleich, pro Person nur Spenden bis zu einem Betrag von 100 US-Dollar anzunehmen. Er konnte insgesamt aber bei den Vorwahlen nur 33.212 Stimmen auf sich vereinen und schied aus dem Kandidatenrennen aus.